# Laura Ramos
Laura Ramos Hernández (l'Havana, Cuba, 30 de juny de 1978) és una actriu cubana graduada en Arts Escèniques per l'Escola Nacional d'Art de La Habana, Cuba

## Filmografia

### Televisió
| Any       | Títol                          | Personatge         | Cadena                     |
| --------- | ------------------------------ | ------------------ | -------------------------- |
| 2021-¿?   | Entrevías                      | Gladys             | Telecinco                  |
| 2019-2020 | El general Naranjo             | Rita Cienfuegos    | Fox Premium                |
| 2019      | De levante                     | Martha             | Caracol Play               |
| 2017-2018 | Tarde lo conocí                | Estrella           | Caracol Televisión         |
| 2018      | La ley secreta                 | Mariana            | Caracol Televisión-Nexflix |
| 2017      | Pambelé                        |                    | RCN Televisión             |
| 2016      | Cuatro estaciones en La Habana | Tamara             | Netflix                    |
| 2016      | La niña                        | Barbara Miler      | Caracol Televisión         |
| 2015      | Olmos y Robles                 | Mónica             | TVE                        |
| 2014-2015 | Cumbia ninja                   |                    | Fox Channel                |
| 2014      | El Chivo                       | Rosita             | UniMas                     |
| 2013      | Mentiras perfectas             | Johana Cruz        | Caracol Televisión         |
| 2012      | El capo 2                      | Periodista Dávalos | RCN Televisión             |
| 2011      | Bandolera                      | Martina Castro     | Antena 3                   |
| 2009      | Las trampas del amor           | Ágata Crespi       | Canal RCN                  |
| 2007      | Tiempo final                   | Paula              | Fox                        |
| 2005      | El comisario                   |                    | Telecinco                  |
| 2002      | Paraíso                        | Mila               | TVE                        |
| 2000      | Un chupete para ella           |                    | Antena 3                   |

### Cinema
| Any  | Títol                     | Director                        |
| ---- | ------------------------- | ------------------------------- |
| 2018 | Não Se Aceitam Devoluções | Brenda                          |
| 2016 | Vientos de La Habana      |                                 |
| 2015 | Siempreviva               | Klych López                     |
| 2007 | La película de mi padre   | Wolney Oliveira                 |
| 2005 | El sexo lo cambia todo    | Luiz Carlos Lacerda             |
| 2003 | Aunque estés lejos        | Juan Carlos Tabío               |
| 2002 | Viva Zapato               | Luis Carlos Lacerda             |
| 2001 | I love you baby           | David Menkes i Alfonso Albacete |
| 2000 | Adiós con el corazón      | José Luis García Sánchez        |
| 1999 | Operación Fangio          | Alberto Lecchi                  |
| 1999 | Las profecías de Amanda   | Pastor Vega                     |
| 1999 | Cuarteto de la Habana     | Fernando Colomo                 |

## Teatre
| Títol                            | Direcció                                      |                              |
| -------------------------------- | --------------------------------------------- | ---------------------------- |
| Electra Garrigó                  | Roberto Blanco                                | Grupo de Teatro Irrumpe      |
| El burgués gentilhombre          | Jerôme Savary, sobre l'obra de Molière        |                              |
| Las noches del Hotel Luna Caribe | Fermín Cabal, sobre l'obra d'Alberto de Casso | Premio Calderón de la Barca. |

## Premis
| Any  | Premi                   | Festival |
| ---- | ----------------------- | --- |
| 2003 | Millor actriu           | Premi Còmic (UNEAC) per la pel·lícula Aunque estés lejos de Juan Carlos Tabío. Cuba.                                          |
| 2003 | Millor actriu           | Festival de Cinema i Vídeo (Cuiabá, el Brasil)                                                                                |
| 2001 | Millor actriu revelació | Premi Coral per Las profecías de Amanda i Operación Fangio. Festival Internacional del Nou Cinema Llatinoamericà de l'Havana. |